# Llista de cràters de (433) Eros
En aquest article només es mostra els noms oficials aprovats per la Unió Astronòmica Internacional (UAI).
Aquesta és una llista de cràters amb nom de (433) Eros, un asteroide que forma part dels asteroides Amor, descobert per l'astrònom alemany Carl Gustav Witt (1866-1946) el 1898. Tots els cràters han estat identificats durant la missió de la sonda espacial NEAR, l'única que ha arribat fins ara a (433) Eros.
El 2019, els 37 cràters amb nom de Eros representaven el 0,67% dels 5475 cràters amb nom del Sistema Solar. Altres cossos amb cràters amb nom són Amaltea (2), Ariel (17), Cal·listo (142), Caront (6), Ceres (115), Dàctil (2), Deimos (2), Dione (73), Encèlad (53), Epimeteu (2), Europa (41), Febe (24), Fobos (17), Ganímedes (132), Gaspra (31), Hiperió (4), Ida (21), Itokawa (10), Janus (4), Japet (58), Lluna (1624), Lutècia (19), Mart (1124), Mathilde (23), Mercuri (402), Mimas (35), Miranda (7), Oberó (9), Plutó (5), Proteu (1), Puck (3), Rea (128), Šteins (23), Tebe (1), Terra (190), Tetis (50), Tità (11), Titània (15), Tritó (9), Umbriel (13), Venus (900), i Vesta (90).

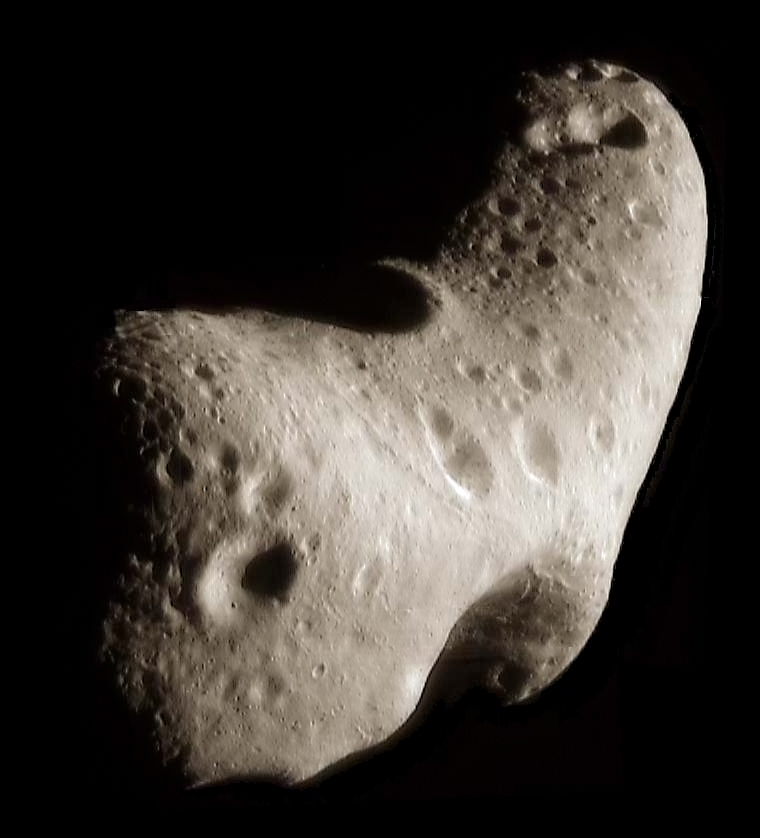
Imatge de (433) Eros

## Llista
Els cràters de (433) Eros porten noms de personatges de la història, la literatura i la mitologia vinculats a les passions amoroses.
La latitud i la longitud es donen com a coordenades planetogràfiques amb longitud oest (+ Oest; 0-360).
| Cràter      | Coordenades                            | Diàmetre (km) | Epònim | Ref.  |
| ----------- | -------------------------------------- | ------------- | --- | ----- |
| Abelard     | 3° 30′ S, 12° 12′ O / 3.5°S,12.2°O     | 1,1           | Pere Abelard (1079-1142), filòsof francès amant d'Heloïsa.                                                                                                 | WGPSN |
| Aida        | 7° 54′ N, 130° 30′ O / 7.9°N,130.5°O   | 1,6           | Aida - Princesa i esclava etíop estimada per l'oficial egipci Radames a l'obra Aida, de Giuseppe Verdi (Itàlia, 1870).                                     | WGPSN |
| Avtandil    | 22° 30′ S, 233° 06′ O / 22.5°S,233.1°O | 1,2           | Avtandil - Amant de Tinatin a la novel·la El cavaller a la pell de tigre, de Xota Rustaveli (Geòrgia, segle XII).                                          | WGPSN |
| Bovary      | 61° 00′ S, 27° 18′ O / 61°S,27.3°O     | 0,8           | Bovary - Protagonista de la novel·la Madame Bovary, de Gustave Flaubert (França, segle XIX).                                                               | WGPSN |
| Casanova    | 46° 36′ N, 236° 00′ O / 46.6°N,236°O   | 0,9           | Giacomo Girolamo Casanova (1725-1798), aventurer venecià, el nom del qual s'ha convertit en sinònim de «seductor»                                          | WGPSN |
| Catherine   | 9° 06′ N, 171° 06′ O / 9.1°N,171.1°O   | 1,1           | Catherine - Amant de Heathcliff a la novel·la Cims borrascosos d'Emily Brontë (Anglaterra, 1847).                                                          | WGPSN |
| Cupid       | 8° 06′ N, 230° 12′ O / 8.1°N,230.2°O   | 1,8           | Cupido - Déu de l'amor de la mitologia romana, equivalent a Eros de la mitologia grega.                                                                    | WGPSN |
| Don Juan    | 29° 30′ N, 356° 42′ O / 29.5°N,356.7°O | 1,1           | Don Joan - Personatge de la literatura i el teatre europeus, protagonitzat entre d'altres per Molière i Wolfgang Amadeus Mozart.                           | WGPSN |
| Don Quixote | 57° 42′ S, 250° 48′ O / 57.7°S,250.8°O | 0,9           | Don Quixot (Alonso Quijano) - Cavaller errant de la novel·la El Quixot, de Miguel de Cervantes (Espanya, 1605).                                            | WGPSN |
| Dulcinea    | 76° 06′ S, 272° 54′ O / 76.1°S,272.9°O | 1,4           | Dulcinea del Toboso - Dama imaginada per Don Quixot de la novel·la El Quixot, de Miguel de Cervantes (Espanya, 1605).                                      | WGPSN |
| Eurydice    | 13° 30′ N, 170° 00′ O / 13.5°N,170°O   | 2,2           | Eurídice - Nimfa de la mitologia grega esposa d'Orfeu, a qui va intentar salvar-li la vida d'Hades.                                                        | WGPSN |
| Fujitsubo   | 3° 42′ S, 62° 42′ O / 3.7°S,62.7°O     | 1,7           | Fujitsubo - Amant del Príncep Genji de la novel·la japonesa Genji Monogatari, de Murasaki Shikibu (Japó, segle XI).                                        | WGPSN |
| Galatea     | 10° 12′ S, 183° 06′ O / 10.2°S,183.1°O | 1,4           | Galatea - Estàtua de la mitologia grega de la qual Pigmalió (llegendari rei de Xipre) es va enamorar.                                                      | WGPSN |
| Gamba       | 20° 36′ S, 54° 06′ O / 20.6°S,54.1°O   | 1,3           | Marina Gamba (c. 1570-1612), amant i mare de tres fills de Galileo Galilei.                                                                                | WGPSN |
| Genji       | 19° 30′ S, 88° 00′ O / 19.5°S,88.0°O   | 1,5           | Príncep Genji - Amant de Fujitsubo de la novel·la japonesa Genji monogatari, de Murasaki Shikibu (Japó, segle XI).                                         | WGPSN |
| Heathcliff  | 7° 24′ N, 167° 54′ O / 7.4°N,167.9°O   | 1,1           | Heathcliff - Amant de Catherine a la novel·la Cims borrascosos d'Emily Brontë (Anglaterra, 1847).                                                          | WGPSN |
| Himeros     | 21° 12′ N, 282° 18′ O / 21.2°N,282.3°O | 10,0          | Hímer - Acompanyant d'Afrodita de la mitologia grega, personificació de la luxúria i el desig sexual                                                       | WGPSN |
| Hios        | 9° 24′ S, 130° 54′ O / 9.4°S,130.9°O   | 1,3           | Hios - En la mitologia grega, fill de l'amor entre Posidó i Jònia                                                                                          | WGPSN |
| Jahan       | 74° 12′ N, 293° 30′ O / 74.2°N,293.5°O | 2,1           | Xa Jahan (1592-1666), emperador mogol qui va construir el Taj Mahal per a seva esposa Mumtaz Mahal.                                                        | WGPSN |
| Kastytis    | 6° 48′ N, 161° 18′ O / 6.8°N,161.3°O   | 1,7           | Kastytis - Pescador que, segons una llegenda lituana, va ser amant de la deessa Jūratė.                                                                    | WGPSN |
| Leander     | 25° 36′ N, 210° 18′ O / 25.6°N,210.3°O | 1,4           | Leandre - Amant d'Hero, protagonista del mite d'Hero i Leandre, també adoptat per Dante al XXVIII Cant del Purgatori.                                      | WGPSN |
| Leylie      | 3° 00′ S, 23° 30′ O / 3°S,23.5°O       | 1,9           | Leilie - Amant de Majnoon al poema persa Leilie i Majnoon, de Jami (Khorasan, segle XV).                                                                   | WGPSN |
| Lolita      | 35° 12′ S, 197° 42′ O / 35.2°S,197.7°O | 1,8           | Lolita - Jove protagonista de la novel·la Lolita, de Vladímir Nabókov (Estats Units d'Amèrica, 1955).                                                      | WGPSN |
| Mahal       | 79° 24′ N, 170° 00′ O / 79.4°N,170°O   | 1,2           | Mumtaz Mahal (1593-1631), emperadriu mogola, favorita de Xa Jahan, qui va construir el Taj Mahl per a ella.                                                | WGPSN |
| Majnoon     | 3° 48′ N, 28° 48′ O / 3.8°N,28.8°O     | 2,1           | Majnoon - Amant de Leilie al poema persa Leilie i Majnoon, de Jami (Khorasan, segle XV).                                                                   | WGPSN |
| Mélisande   | 67° 06′ N, 185° 36′ O / 67.1°N,185.6°O | 1,0           | Mélisande - Protagonista del drama simbolista Pelléas et Mélisande de Maurice Maeterlinck (Bèlgica, 1892).                                                 | WGPSN |
| Narcissus   | 18° 12′ N, 7° 06′ O / 18.2°N,7.1°O     | 2,9           | Narcís - Home jove de la mitologia grega que es va enamorar del seu propi reflex a l'aigua.                                                                | WGPSN |
| Orpheus     | 25° 36′ N, 176° 42′ O / 25.6°N,176.7°O | 1,1           | Orfeu - Cantant i músic de la mitologia grega, espòs de la nimfa Eurídice.                                                                                 | WGPSN |
| Pao-yü      | 73° 12′ S, 105° 36′ O / 73.2°S,105.6°O | 0,8           | Pao-yü - Amant de Tai-yü de la novel·la xinesa El somni de la cambra vermella, de Cao Xueqin (Xina, 1929).                                                 | WGPSN |
| Pelléas     | 63° 06′ N, 221° 18′ O / 63.1°N,221.3°O | 1,2           | Pelléas - Amant de Mélisande del drama simbolista Pelléas et Mélisande de Maurice Maeterlinck (Bèlgica, 1892).                                             | WGPSN |
| Psyche      | 31° 36′ N, 94° 36′ O / 31.6°N,94.6°O   | 4,8           | Psique - En la mitologia grega, l'amant d'Eros i personificació de l'ànima humana.                                                                         | WGPSN |
| Pygmalion   | 1° 48′ S, 191° 06′ O / 1.8°S,191.1°O   | 1,7           | Pigmalió - Mític rei de Xipre que es va enamorar d'una estàtua que Venus va aconseguir donar-li vida.                                                      | WGPSN |
| Radames     | 5° 12′ S, 115° 06′ O / 5.2°S,115.1°O   | 1,6           | Radames - Oficial egipci, amant de l'esclava etíop Aida de l'òpera Aida de Verdi (Itàlia, 1870).                                                           | WGPSN |
| Selene      | 14° 12′ S, 12° 30′ O / 14.2°S,12.5°O   | 3,6           | Selene - Deessa de la Lluna en la mitologia grega, amant d'Endimió.                                                                                        | WGPSN |
| Tai-yü      | 47° 00′ S, 126° 06′ O / 47°S,126.1°O   | 1,4           | Tai-yü - Amant de Pao-yü de la novel·la xinesa El somni de la cambra vermella, de Cao Xueqin (Xina, 1929).                                                 | WGPSN |
| Tutanekai   | 56° 24′ N, 3° 18′ O / 56.4°N,3.3°O     | 2,1           | Tutanekai - Heroi maori, estimat de la jove donzella Hinemoa que va nedar pel llac Rotorua per casar-se amb ell.                                           | WGPSN |
| Valentine   | 14° 36′ N, 208° 24′ O / 14.6°N,208.4°O | 2,2           | San Valentí de Roma - Bisbe i màrtir cristià venerat com a sant per l'Església catòlica, l'església ortodoxa i l'església anglicana, patró dels enamorats. | WGPSN |